# Escarpement du Caprock

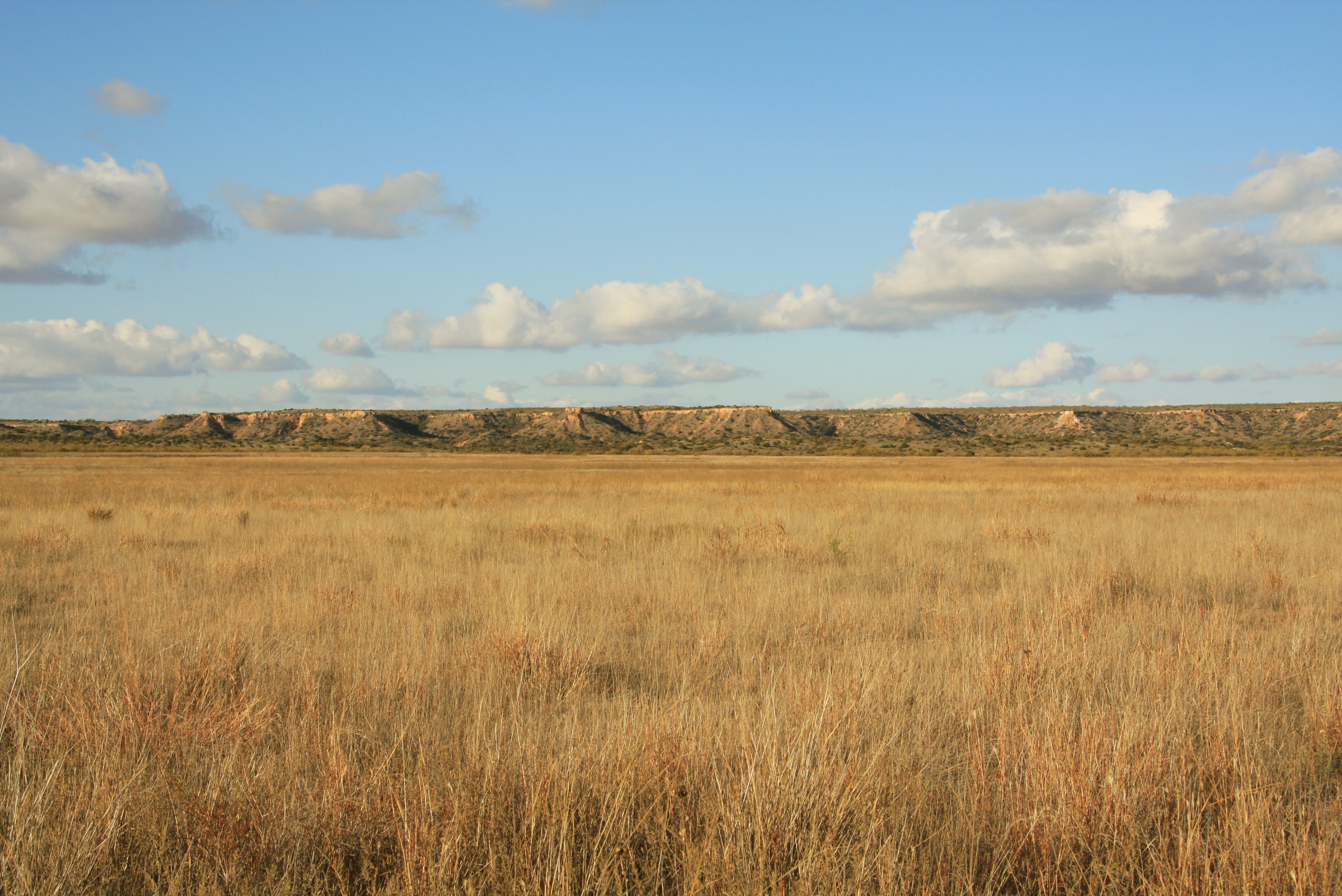
L'escarpement du Caprock

L'Escarpement du Caprock (Caprock Escarpment en anglais) est une ligne géographique et géologique au Texas qui marque la transition entre les Hautes Plaines et la Llano Estacado à l'ouest, et les Plaines du centre-nord à l'est. L'escarpement suit une orientation sud-sud-ouest depuis le coin nord-est du Texas Panhandle près de la frontière avec l'Oklahoma. L'escarpement s'étend notamment sur les comtés de Borden, Briscoe, Crosby, Dickens, Floyd, et Motley.

## Description
L'escarpement s'étire sur environ 320 km et mesure entre 90 et 300 mètres de dénivelé. Il se compose d'une couche de carbonate de calcium. L'escarpement est coupé par des cours d'eau qui forment parfois des gorges telles que le Canyon de Palo Duro près de la ville d'Amarillo, au nord du Texas.